# Мост великой герцогини Шарлотты
Мост вели́кой герцоги́ни Шарло́тты (люкс. Groussherzogin-Charlotte-Bréck, фр. Pont Grande-Duchesse Charlotte, нем. Großherzogin-Charlotte-Brücke) — автодорожный металлический рамный мост через долину реки Альзетте в Люксембурге, соединяющий район Кирхберг и центр города. По мосту проходит дорога № 51, ежедневно по нему проезжает около 15 тысяч автомобилей. Это самый большой мост такой конструкции в стране. Образец архитектуры мостов 1960-х годов и один из символов Люксембурга.
Мост построен в 1962—1966 годах в рамках программы развития плато Кирхберг для размещения там институтов Европейского объединения угля и стали. В 2015—2018 годах проведена реконструкция моста, в ходе которой проезжая часть была расширена и по мосту были проложены трамвайные пути. Из-за цвета своей окраски мост неофициально называется Красным.

## Расположение
Мост соединяет авеню Джона Ф. Кеннеди (фр. Avenue John F. Kennedy) с бульваром Робера Шумана (фр. boulevard Robert-Schuman). Рядом с мостом в долине реки расположены железнодорожная станция Пфаффенталь-Кирхберг (Линия 80) и одноимённый фуникулёр, соединяющий железнодорожную станцию с трамвайной остановкой «Rout Bréck — Pafendall» (линия 1). Со стороны Лимпертсберга при въезде на мост расположен памятник Роберу Шуману. Велосипедная дорожка моста официально обозначена как часть национальной велосипедной дорожки Люксембурга PC 2, ведущей в сторону Эхтернаха. Выше по течению находятся пешеходный мост Бейнхен и две башни Вобана, построенные в конце XVII века на месте существовавших средневековых ворот. В 1994 году мост Бейнхен и башни Вобана были включены в Список всемирного наследия ЮНЕСКО вместе с другими остатками бывшей Люксембургской крепости.

## Название
Название дано в честь великой герцогини Шарлотты, которая приняла участие в церемонии закладки моста 20 июня 1963 года. Неофициально также используется название Красный мост (люкс. Rout Bréck, фр. Pont Rouge, нем. Rote Brücke), которое дано по цвету окраски моста. Трамвайная остановка, расположенная рядом с мостом, носит название «Rout Bréck — Pafendall».

## История
В 1952 году Люксембург стал временным местом размещения институтов недавно созданного Европейского объединения угля и стали (ECSC). В стремлении стать постоянной «столицей» того, что позже станет известно как Европейское сообщество, правительство Люксембурга стремилось содействовать развитию плато Кирхберг для его использования. В 1957 году был объявлен международный конкурс на проект моста через долину Пфаффенталь, который соединит плато Кирхберг с Лимпертсбергом на плато Люксембург. В условиях конкурса было заявлено, что конструкция моста должна быть максимально современной и не заслонять панораму долины:184. В конкурсе приняло участие восемь стран, был представлен 71 проект железобетонных и металлических мостов, в том числе: 33 моста с неразрезными балками; 6 висячих, 29 арочных, 3 рамно-подкосных. К строительству был принят мост рамной системы немецкого архитектора Эгона Юкса. Детальный проект был разработан совместно фирмами трёх стран: Rheinstahl Union Brückenbau (ФРГ), S. A. Socol (Бельгия) и Jean Think (Люксембург). 13 июля 1961 года для финансирования строительства правительством Люксембурга был создан «Фонд развития урбанизации плато Кирхберг».
Склоны долины реки Альзетте состоят из известнякового песчаника, покрытого слоем песка с глыбами песчаника мощностью до 11,0 м. Для того, чтобы обеспечить требуемую несущую способность грунта, перед строительством фундаментов опор было выполнено укрепление склонов. Работы начались 20 апреля 1962 года. Склоны со стороны Кирхберга были укреплены нагнетанием под давлением песчано-цементного раствора в пробуренные скважины. С городской стороны для инъектирования раствора были пробурены скважины диаметром 2,2 м, которые затем заполнили бетоном. Участки, подлежащие герметизации, были отграничены инъекционными завесами, чтобы раствор не вытекал слишком далеко за пределы блоков, необходимых для достаточного сопротивления опорным усилиям. 20 июня 1963 года в присутствии великой герцогини Шарлотты, членов правительства Люксембурга и большого числа иностранных дипломатических представителей состоялась торжественная церемония закладки первого камня моста.
Общее руководство строительством вело Управление мостов и автомобильных дорог, генеральным подрядчиком была компания Rheinstahl Union Brückenbau AG. Фундаментные работы и строительство опор выполняла компания S. A. Socol (Брюссель) при участии компаний Sertra и Bachy. В Институте гражданского строительства Льежского университета были проведены специальные испытания материалов и сварных соединений. Отдельные блоки пролётных строений размером до 3 × 13 м изготавливались на заводах Rheinstahl Union Brückenbau и MAN Werk Gustavsburg в Германии и по железной дороге, а затем на автомобилях доставлялись на монтажную площадку, расположенную со стороны Лимпертсберга. Монтаж готовых секций производился с помощью крана грузоподъёмностью 60 т. По финансовым соображениям монтаж вёлся только со стороны города. Опорой при сборке служили временные металлические стойки каркаса, которые опирались на временные опоры. Монтаж балок моста был завершён 28 октября 1964 года. Для испытаний моста использовались 12 танков M48 Patton весом по 42 т каждый, предоставленных бельгийской армией. 24 октября 1966 года мост был открыт для движения великой герцогиней Шарлоттой.
Инженер-мостостроитель А. Л. Пунин, называя мост "огромной, но тем не менее удивительно лёгкой и грациозной стальной «газелью», писал: «В этом смелом и изящном сооружении безупречная чёткость системы сил найдена через применение простых форм и соответствующее изменение очертаний ригелей и ног».
Для окраски моста был выбран карминно-красный цвет (RAL 3002), чтобы подчеркнуть силуэт моста в пасмурную погоду. В 1989 году
выполнена повторная окраска моста. Работы по окраске моста, которые начались в 2018 году, из-за банкротства компании-подрядчика и пандемии COVID-19 были завершены в 2022 году.
Из-за своего расположения мост часто становился местом самоубийств. В 1991 году вышел короткометражный документальный фильм Женевьевы Мерш, посвящённый жителям домов под мостом, которые были свидетелями случаев самоубийств. За период с 1966 по до начала 1990-х годов около 100 человек спрыгнули с моста. В 1993 году были установлены дополнительные ограждения из плексигласа, чтобы предотвратить случаи самоубийств. В 2017 году были установлены новые ограждения высотой 2,7 м, спроектированные инженером Лораном Неем.
6 мая 2016 года была выпущена памятная монета номиналом 2 евро, посвящённая 50-летию моста.
В 2015—2018 годах были проведены ремонт и реконструкция моста в рамках планов по восстановлению трамваев в транспортной инфраструктуре города Люксембурга. Проект был разработан конструкторским бюро TR-Engineering совместно с архитектурным бюро Ney & Partners, подрядчиком выступила компания A.M. Tralux — Eiffel Deutschland. В ходе работ проезжая часть была укреплена и расширена (с 24,7 м до 26,58 м), были добавлены две трамвайные линии, проезжая часть уменьшилась с трёх до двух полос движения в каждом направлении. Металлические балки пролётного строения были отремонтированы и окрашены, установлены новые защитные барьеры и новое освещение. Работы производились в несколько этапов с сохранением движения по мосту. Общая стоимость работ составила около 40 млн евро. Движение трамваев по мосту в тестовом режиме началось 23 мая 2018 года, пассажирское движение открылось 27 июля того же года.

## Конструкция

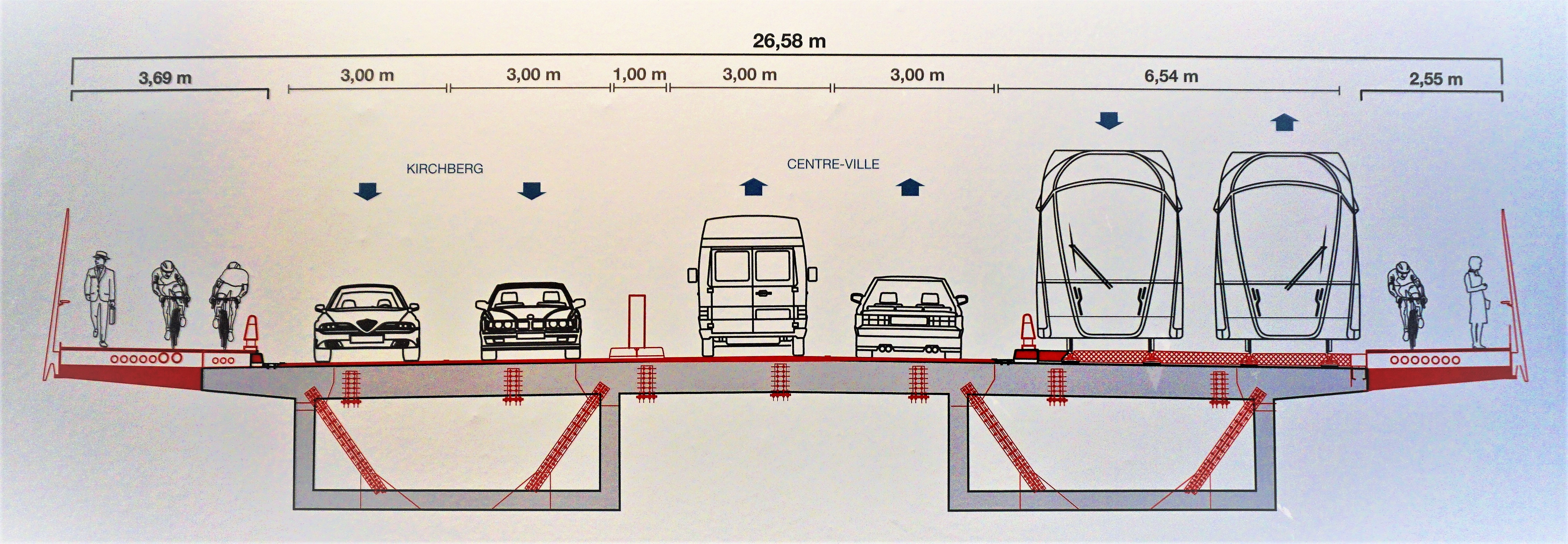
Поперечный разрез моста

Мост трёхпролётный металлический рамный. Представляет собой сварную конструкцию в виде коробчатых балок, подпёртых жёстко связанными с ними подкосами, в результате чего образуется однопролётная рама пролётом 234,1 м с балками, опёртыми на устои. Вследствие несимметричности конструкции боковые пролёты равны 53,9 и 67,0 м. Общая длина моста составляет 355 м. Проезжая часть расположена на высоте 75 м над уровнем реки Альзетте.
В поперечном сечении конструкция состоит из двух коробчатых балок с расстоянием между осями 12 м. Ширина каждой коробки — 6 м, высота от 2,8 м в середине пролёта до 6,5 м в месте соединения с подкосами. Верхний пояс в виде ортотропной плиты из листа толщиной 12—14 мм одновременно выполняет роль настила проезжей части, на который непосредственно уложен асфальт. Продольные рёбра настила расположены на расстоянии 30 см между осями. Поперечные балки из листа высотой 600 мм и полки шириной 200 мм расположены через 2,5 м. По длине главных балок на расстоянии от 10 до 12,5 м поставлены поперечные связи.
Ноги рамы также имеют коробчатое сечение, размеры которого меняются от 6,09 × 6,00 м (со стороны города) и 6,84 × 6,00 м (со стороны Кирхберга) в местах сопряжения с ригелями до 2,0 × 2,0 м у фундаментов. В вершинах подкосов поставлены жёсткие связи, в результате чего образуются поперечные рамы. В узлах, образованных коробчатыми главными балками и подкосами, применены специальные стальные отливки, что значительно облегчило соединение элементов, сходящихся в узле, и позволило уменьшить число сварных швов в этих наиболее ответственных узлах конструкции. Общий вес металлоконструкций моста составляет 4785 т.
Устои моста выполнены из монолитного железобетона и облицованы местным песчаником разных цветов. Устой со стороны города высотой 14,15 м был рассчитан на восприятие, помимо опорных реакций, также и монтажных усилий при сборке пролётного строения. Устой со стороны Кирхберга достигает высоты 17,30 м. Под его фундаментом проходят казематы старого форта, которые были заполнены бетоном для обеспечения равномерного распределения давления. В помещениях устоя размещается инспекционная тележка для технического обслуживания моста. Фундаменты промежуточных опор (4 штуки, под каждую ногу рамы) из монолитного железобетона имеют форму усечённой пирамиды.

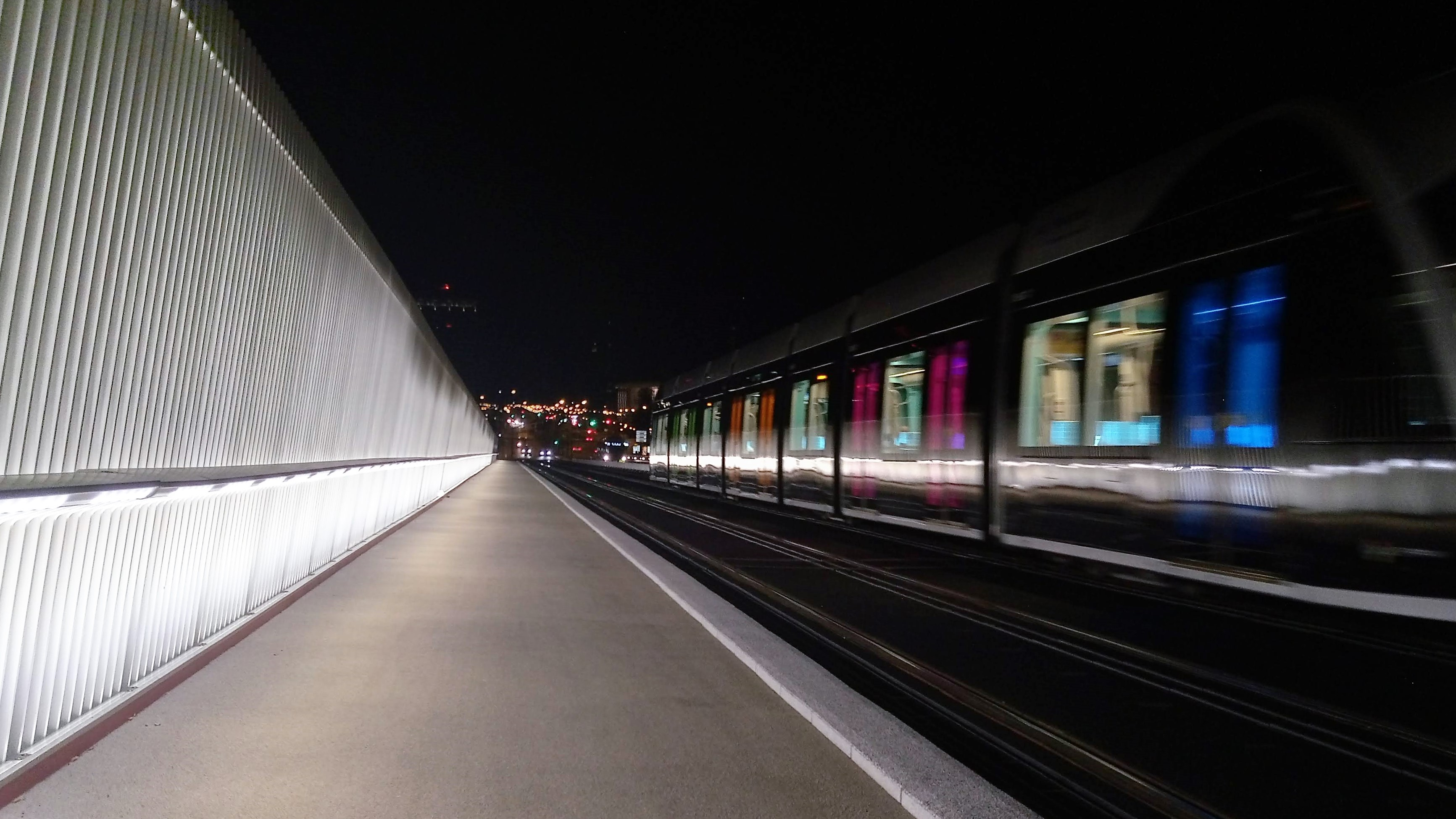
Ночная подсветка перильного ограждения моста

Между балками подвешены газовые и водопроводные трубы, внутри пролётного строения проложены электрические кабели высокого и среднего напряжения. Для исключения явления электрохимической коррозии и воздействия расширения металла (расширение моста может достигать с обеих сторон длины 45 см при температуре от −20 до −40°) кабели уложены в изолированных стальных трубах, которые шарнирно крепятся к балкам пролётного строения.
Мост предназначен для движения автотранспорта, трамваев, велосипедистов и пешеходов. Ширина моста составляет 26,58 м и включает в себя 4 полосы для движения автотранспорта (шириной по 3 м), двухпутную трамвайную линию на северной стороне моста шириной 6,54 м (с возможностью использования её для машин экстренных служб) и два тротуара шириной 3,70 м (южный) и 2,55 м (северный). Благодаря применению системы зарядки трамваев на остановках на мосту отсутствует контактная сеть. Освещение моста осуществляется с помощью светодиодных ламп, расположенных на перильном ограждении и по обеим сторонам барьерного ограждения, разделяющего встречные потоки транспорта. Для предотвращения случаев самоубийств на мосту установлено повышенное (2,7 м) перильное ограждение из нержавеющей стали.